# Wieloprocesorowy system komputerowy
Wieloprocesorowy system komputerowy jest systemem komputerowym, w którym do dyspozycji jest więcej niż jeden procesor. Obecnie wiele procesorów jest implementowane jako rdzenie jednego fizycznego procesora. Dodatkowo jeden rdzeń w zależności od architektury może równolegle wykonywać od jednego do nawet ośmiu równoległych wątków (w przypadku x86 do dwóch wątków), prezentując się do systemu operacyjnego jako procesory wirtualne. Z tego względu klasyczne podejście do systemu wieloprocesorowego nie ma już takiego znaczenia. Jedynym wyjątkiem są wysoko wydajne systemy komputerowe, które wymagają wykonywania dużej ilości równoległych wątków lub procesów.